# Walter Schottky
Pour les articles homonymes, voir Schottky.
Walter Hans Schottky, parfois aussi écrit Schottki (né le 23 juillet 1886 à Zurich et mort 4 mars 1976 à Forchheim), physicien et électrotechnicien allemand, est l'un des pères de la physique des semi-conducteurs et de l'électronique.

## Biographie
Walter Schottky était le fils du mathématicien Friedrich Schottky (1851–1935). Après une formation secondaire aux lycées de Marbourg et de Steglitz, il étudia à partir de 1904 la physique à l’université Humboldt de Berlin. Il soutint en 1912 une thèse sous la direction de Max Planck consacrée à l’Énergétique et la Dynamique relativistes. Il poursuivit ses recherches à l’Institut de Physique de l’université d'Iéna sous la direction de Max Wien. Dès 1913 il put vérifier expérimentalement sa loi en {\displaystyle U^{~3/2}} donnant, en fonction de la tension U, le courant qui traverse les tubes électroniques (loi de Child-Langmuir). Il paracheva ses travaux de 1914 à 1916 à l’université Humboldt de Berlin, où il était retourné pour soutenir sa thèse d’habilitation. Il décida alors de travailler dans l’industrie et rejoignit en 1916 la société Siemens. Après l'armistice, en 1919, il se remit à préparer une thèse d’habilitation, sans toutefois couper totalement les liens avec Siemens. Il soutint sa thèse d’habilitation, consacrée à la « thermodynamique des gaz raréfiés (thermo-ionisation et thermo-émission lumineuse) » en 1920 à l’université de Wurtzbourg.
De 1923 à 1927, Schottky fut professeur de physique théorique à l’université de Rostock, puis il prit la direction du centre de recherche de la société Siemens & Halske à Berlin. C'est là qu'il jeta les bases de la physique des semi-conducteurs et de l’électronique. Pendant la Seconde Guerre mondiale, son équipe de recherche déménagea dans la petite ville franconienne de Pretzfeld pour fuir les bombardements. Cette retraite fut déterminante pour l'implantation ultérieure du centre de recherche Siemens dans le château de Pretzfeld en 1946. Le physicien devait y résider jusqu'à sa mort en 1976. 
L’effet Schottky (un flux thermoïonique mis à profit dans la technique des tubes électroniques), la diode Schottky, la jonction de Schottky (une jonction P-N), les défauts de Schottky (ou défaut ponctuel) et l’équation de Schottky (dite aussi loi d'électrisation de Langmuir-Schottky) commémorent ses principales découvertes. 
Il a effectué d'importantes recherches sur les parasites électriques (bruit de grenaille), la charge d'espace, en particulier son application aux tubes électroniques, ainsi qu'à la jonction P-N des semi-conducteurs, qui devait jouer un rôle décisif dans le développement des redresseurs au sélénium et des transistors. La diode Schottky porte d'ailleurs son nom.
En 1915, Schottky inventa la tétrode, une triode munie d'une grille écran. Selon certaines sources, il aurait découvert dès  1918 le principe du récepteur superhétérodyne, un type de récepteur révolutionnaire opérant sur un mélange de fréquences ; cette découverte ne se concrétisa toutefois pas sur le plan commercial.

## Hommages
Le prix Walter-Schottky, décerné par l’Institut Walter-Schottky (de) de l’université technique de Munich, récompense des recherches marquantes dans le domaine de la physique des solides. La maison Walter-Schottky de l’université technique de Rhénanie-Westphalie à Aix-la-Chapelle, l'immeuble Walter-Schottky de l’Institut Georg-Simon-Ohm de Nuremberg, et l'école populaire Walter-Schottky de Pretzfeld célèbrent sa mémoire. C'est dans l'avenue Schottky (Schottkystrasse) d’Erlangen que se trouve l’Institut Fraunhofer pour les systèmes intégrés et la technologie des matériaux de construction.